# Jon Unzaga
Jon Unzaga Bombín (né le 20 août 1962 à Laudio) est un coureur cycliste espagnol. 

## Biographie
Professionnel de 1987 à 1996, Jon Unzaga a notamment remporté une étape du Tour d'Espagne 1992 et la Klasika Primavera.

## Palmarès
- 1986
  - Leintz Bailarari Itzulia

- 1988
  - 2e de la Prueba Villafranca de Ordizia

- 1991
  - 4e étape de la Bicyclette basque
  - 2e étape du GP Torres Vedras
  - 3e de la Klasika Primavera

- 1992
  - 8e étape du Tour d'Espagne
  - 2e du championnat d'Espagne sur route

- 1993
  - Klasika Primavera

## Résultats sur les grands tours

### Tour de France
4 participations
- 1988 : 53e
- 1992 : 22e
- 1993 : 18e
- 1994 : non-partant (15e étape)

### Tour d'Espagne
9 participations
- 1988 : 47e
- 1989 : 23e
- 1990 : 20e
- 1991 : 16e
- 1992 : 23e, vainqueur de la 8e étape
- 1993 : 18e
- 1994 : 11e
- 1995 : abandon (13e étape)
- 1996 : abandon (15e étape)

### Tour d'Italie
3 participations
- 1989 : 20e
- 1990 : abandon (18e étape)
- 1995 : 37e